# Adem (film)
Adem (Engels: Oxygen, Frans: Oxygène) is een Belgische film uit 2010 die handelt over patiënten die lijden aan mucoviscidose.

## Verhaal
De 17-jarige Tom lijdt aan taaislijmziekte en moet daarom vaak een poosje in het ziekenhuis verblijven. Hij helpt dan zijn criminele vriend Jimmy met het stelen van medicijnen.
Hij maakt kennis met de tien jaar oudere Xavier, die dezelfde ziekte heeft (ze hebben elkaar al gezien toen ze klein waren, in het begin van de film). Xavier heeft een dure auto gekregen van zijn ouders (in plaats van de erfenis; hij zal waarschijnlijk eerder overlijden dan zij), doet aan duiken, en heeft een vriendin, Anneleen (ook met dezelfde ziekte). Ze wil een kind, maar Xavier vindt dat bedenkelijk, gezien hun ziekte en levensverwachting. Ze maakt het uit en wordt later zwanger van een andere man; ze heeft toch maar een gezonde man uitgezocht, niet iemand met een erfelijke ziekte zoals Xavier en zijzelf; ze heeft geen relatie met hem. Tom, Xavier en Anneleen maken een uitstapje naar het strand. Intussen komt voor Toms oudere broer Lucas, die dezelfde ziekte heeft, een long voor transplantatie beschikbaar. De drie gaan gauw terug, maar Lucas overlijdt bij de operatie zonder dat Tom hem nog heeft kunnen spreken.
Tom is bevriend met Eline, die een gevaarlijke besmettelijke ziekte heeft en daarom in het ziekenhuis in een isolatiekamer verblijft. Ze hebben telefonisch contact, al of niet gecombineerd met visueel contact aan weerszijden van een glazen wand. Op de dag van het overlijden van Lucas gaat Tom tegen de voorschriften in de kamer binnen, en ze knuffelen elkaar. Tom krijgt een reprimande van de dokter, hij moet in isolatie blijven, in ieder geval tot is vastgesteld of hij besmet is geraakt. Hij kan daardoor niet naar de begrafenis van Lucas. Later blijkt dat hij niet is besmet.
Op een dag is Eline genezen en kunnen ze normaal contact hebben. Tijdens de eerste ontmoeting zonder glas tussen hen in komt Jimmy langs. Tom wil Jimmy niet wegsturen, hij stelt voor met zijn drieën wat te gaan doen. Eline voelt daar niets voor en gaat teleurgesteld weg. Jaren later wordt het contact hersteld.
Tom staat op de wachtlijst voor een longtransplantatie, maar wanneer hij ouder wordt, ziet hij er vanaf, omdat hij er tegenop ziet om nog veel langer te leven, omdat na zo'n transplantatie het medisch toch nog kwakkelen blijft. Bovendien kan dan Xavier de eerstvolgende beschikbare long krijgen (hetzelfde type zou voor beiden geschikt zijn). Jimmy heeft gehoord dat Xavier ook op een long wacht, maar niet dat Tom geen transplantatie wil, en maakt aanstalten Xavier te vermoorden, zodat Tom eerder een long kan krijgen; dat wil hij niet alleen uit vriendschap, maar ook omdat hij goed verdient aan de nog steeds voortgaande diefstal van medicijnen, die hij dankzij Toms aanwezigheid in het ziekenhuis kan plegen. Xavier vertelt hem dat Tom geen nieuwe long wil en redt zo zichzelf. Op een dag komt een long beschikbaar, maar Xavier heeft koorts en kan daardoor geen operatie ondergaan. Op aandringen van de arts (er is geen andere patiënt voor wie de long geschikt zou zijn) stemt Tom toch maar in met de transplantatie.

## Productie
Het scenario en de regie waren in handen van Hans Van Nuffel, die zelf ook aan de ziekte lijdt. Dit liet hem toe ervoor te zorgen dat de film zeer authentiek is. De producent en medescenarist was Jean-Claude Van Rijckeghem.

## Onderscheidingen
- European New Discovery Award' op het de European Film Awards 2011[3]
- Grand Prix des Amériques en de Prijs van de Oecumenische jury op het Montreal World Film Festival 2010[4]
- Variety New Talent Award op het filmfestival van Zürich 2010[5]
- Marc Aurelio Alice nella città Prijs op het filmfestival van Rome
- Grand Prix Hydro-Québec op het Internationale Filmfestival van Abitibi[6]
- Publieksprijs op het filmfestival van Amiens[7]
- Publieksprijs, Prijs van het Inserm en Beste acteur (Stef Aerts) op CinémaScience Bordeaux
- Prijs voor beste scenario op het Internationaal Filmfestival van Aubagne[8]
- Publieksprijs op het Internationaal Filmfestival van Transsylvanië[9]
- Prix Fipresci (alias Discovery Award) voor het beste langspeeldebuut op de European Film Awards in Berlijn[10]

## Cast
| Acteur           | Personage | Opmerkingen                                                                    |
| ---------------- | --------- | ------------------------------------------------------------------------------ |
| Stef Aerts       | Tom       | De jonge Tom in het begin van de film wordt gespeeld door Jef Manderveld       |
| Wouter Hendrickx | Xavier    | De jonge Xavier in het begin van de film wordt gespeeld door Jules Mastenbroek |
| Marie Vinck      | Anneleen  |                                                                                |
| Anemone Valcke   | Eline     |                                                                                |
| Rik Verheye      | Jimmy     |                                                                                |
| Maarten Mertens  | Lucas     |                                                                                |
| Kris Cuppens     | Karl      |                                                                                |
| Ina Geerts       | Simone    |                                                                                |